# Воберснов, Мориц Франц Казимир фон
Мориц Франц Казимир фон Воберснов (нем. Moritz Franz Kasimir von Wobersnow; 5 марта 1708, Kamosowo, Западно-Поморское воеводство — 23 июля 1759, сражение при Пальциге) — прусский генерал-майор, участник Семилетней войны.

## Биография
Выходец из Померанского (Поморского) дворянского рода (нем) славянского происхождения. Известными родоначальниками являлись братья Прибыслав, Тиммо и Тидерик (лат. Pribislaus, Tymmo, Tydericus) Воберсновы, померанские землевладельцы, упомянутые в источниках в 1385 году. Род угас до 1800 года.
Мориц Франц Казимир фон Воберснов в 1708 году родился в деревне Камиссов, Померания (ныне Камосово, Западно-Поморское воеводство Польши) в семье землевладельца Морица Георга фон Воберснова (1677 — после 1759) и его жены Анны Елизаветы, урождённой фон Мантейфель.
В 1723 году фон Воберснов поступил в звании фанен-юнкера в пехотный полк фон Грумкова прусской армии в период правления короля Фридриха Вильгельма I. В дальнейшем, вместе с кронпринцем (наследным принцем) Фридрихом служил в пехотном полку Мулена (полки прусской армии в то время именовались по фамилиям шефов полков). В 1747 году был произведён в майоры, в 1751 году королевским указом получил пребенду (бенефиций; источник ежегодной ренты) с Минденского княжества-епископства. В марте 1752 года был произведен в подполковники и назначен флигель-адъютантом короля Фридриха II, сослуживцем которого, в бытность будущего короля наследным принцем, был в начале своей карьеры. Также фон Воберснов возглавил фельдъегерский корпус, который в Пруссии, в отличие от России, не отвечал за доставку указов монарха, а вместо этого являлся военной полицией, отвечавшей за поддержание порядка в армии и военных лагерях.
В период войн, которые активно вёл король Фридрих II, вошедший в историю, как Фридрих Великий, Воберснов сперва находился с ним рядом в качестве флигель-адъютанта. 6 мая 1757 года фон Воберснов был легко ранен в битве под Прагой, но вскоре выздоровел. После этого сражался в битвах при Росбахе и при Лейтене. За отличие в сражении при Лейтене 5 декабря 1757 года был произведён в генерал-майоры.
В этом чине фон Воберснов был откомандирован из главной армии в армию генерал-лейтенанта фон Доны (фон Дона-Шлодина), которая сражалась на востоке против наступающей русской армии. В составе армии фон Доны фон Воберснов в августе 1758 году участвовал в сражении при Цорндорфе.
В феврале 1759 года фон Воберснов стал командиром корпуса, с которым он двинулся из прусской (де-факто, на тот момент) Силезии в Польшу, где уничтожил русские военные склады и арестовал пророссийски настроенного польского магната князя Сулковского, после чего вернулся с войсками в силезский город Глогау, а затем снова соединился с армией фон Доны.
В июне корпус фон Воберснова (теперь в составе армии фон Доны) снова двинулся в сторону Польши, где 23 июля 1759 года состоялась удачная для русских битва при Пальциге, где генерал фон Воберснов погиб.
Генерал фон Воберснов был одним из самых высокопоставленных прусских генералов на восточном (русском) театре военных действий Семилетней войны, в связи с чем нередко упоминается в работах российских историков.
В Германии принц Генрих Прусский приказал в начале 1790-х годов выбить имя генерала на обелиске среди 28 имён других наиболее выдающихся прусских участников Семилетней войны. Величественный обелиск, установленный поблизости от замка Райнсберг в одноименном немецком городе, сохранился. В 1851 году имя генерала фон Воберснова также было выбито на одной из досок на пьедестале конного памятника Фридриху Великому в Берлине среди имён его сподвижников.

## Семья и потомки
От брака с Марией-Луизой, урождённой фон Зуков (1717-1756) фон Воберснов имел четверых детей:
- Георг Август фон Воберснов (1738–1774) — лейтенант прусской королевской конной гвардии, был убит на дуэли.
- Карл Фридрих Людвиг фон Воберснов
- Мориц Кристоф Фридрих фон Воберснов
- Шарлотта Доротея Фридерика Луиза фон Воберснов (1749–1786) — с 1766 года состояла в браке с графом Людвигом Филиппом Готтлобом фон Данкельманом (1744–1823), саксонским уездным начальником.